# Семинол (окръг, Оклахома)
Окръг Семинол (на английски: Seminole County) е окръг в щата Оклахома, Съединени американски щати. Площта му е 1660 km², а населението – 24 894 души (2000). Административен център е град Уиуока.